# 图书情报工作
《图书情报工作》创刊于1956年，是中国大陆信息科技类半月刊，编辑部位于北京市。此刊物由中国科学院文献情报中心(中国科学院图书馆)主办。
《图书情报工作》在2018年被中华人民共和国国家新闻出版广电总局新闻报刊司评为2017年全国“百强报刊”。